# Little Billie and the Bellows
Little Billie and the Bellows è un cortometraggio muto del 1913 diretto da Frank Wilson.

## Trama
Billie, ragazzino terribile, mescola in un mantice farina e fuliggine.

## Produzione
Il film fu prodotto dalla Hepworth.

## Distribuzione
Distribuito dalla Hepworth, il film - un cortometraggio di 144,78 metri - uscì nelle sale cinematografiche britanniche nel 1913.
Si conoscono pochi dati del film che, prodotto dalla Hepworth, fu distrutto nel 1924 dallo stesso produttore, Cecil M. Hepworth. Fallito, in gravissime difficoltà finanziarie, il produttore pensò in questo modo di poter almeno recuperare il nitrato d'argento della pellicola.